# Viola jinggangshanensis
Viola jinggangshanensis är en violväxtart som beskrevs av Z.L.Ning och J.P.Liao. Viola jinggangshanensis ingår i släktet violer, och familjen violväxter. Inga underarter finns listade i Catalogue of Life.